# 果糖-6-磷酸
果糖6-磷酸（英語：fructose 6-phosphate）是生物體內的常見分子之一，也是糖解作用的過程中所生成的產物之一，屬於酮糖。
在糖解作用中，果糖6-磷酸是葡萄糖6-磷酸在磷酸葡萄糖異構酶（英語：Phosphoglucose isomerase）的催化之下所形成；之後又會經由磷酸果糖激酶（英語：Phosphofructokinase）的催化，以及消耗一個ATP，生成果糖1,6-雙磷酸，是糖解作用中的第二次磷酸化作用。